# Лапшин, Владимир Николаевич
Владимир Николаевич Лапшин (род. 16 июня 1948, Порт-Артур) — священник, последователь протоиерея Александра Меня, учредитель Общедоступного православного университета, основанного о. Александром Менем.
Женат, имеет 3 детей и 6 внуков.

## Биография
Владимир Николаевич Лапшин родился в 1948 году в г. Порт-Артур (Китай).
В 1978 году он познакомился с отцом Александром Менем, эта встреча сильно повлияла на его жизнь. В 1984 году отец Владимир Лапшин поступил в Московскую Духовную Семинарию, которую окончил в 1987 году.
15 апреля 1985 года отец Владимир был рукоположен в сан диакона, а 20 сентября 1987 года в сан священника и назначен настоятелем храма Пресвятой Троицы в селе Ваулово Чеховского района Московской области.
В 1991 году он вошел в состав Правления Российского Библейского общества.
В 1992 году он был переведен в Москву в храм Космы и Дамиана в Шубине. С 1995 года он является постоянным автором и ведущим Христианского церковно-общественного радиоканала (ведущий программ «Дискуссии на тему» и «Размышления над посланиями святых апостолов»).
С 1996 года — настоятель храма Успения Пресвятой Богородицы на Успенском Вражке.
В 2010 году он был избран вице-президентом Российского Библейского Общества.
8 марта 2024 года награждён Патриаршие грамотой «за труды на благо Святой церкви».

## Основные труды
- Соборные послания. Беседы на радио (2003)
- Деяния святых апостолов: Комментарии (2005)
- Беседы (комментарии) на Послания Св. Ап. Павла (5 т.)
- Давайте задумаемся (статьи, проповеди)

## Высказывания
Мы все пытаемся стоять в чём угодно, но только не во Христе: в каких-то догматах, в каких-то канонах, которые нам кажутся абсолютными и непреложными. Да чушь всё это! Ведь эти каноны — они принимались когда-то, полторы, две тысячи лет назад… Нельзя превращать Церковь в гетто со средневековым миросозерцанием!
…и эта радость должна перекрывать все. Эта радость была в христианстве всегда, эта радость присутствует в самом раннем христианстве. Посмотрите послания апостола Павла. Казалось бы, человек, который больше всех говорил о Кресте Господнем, который говорил о том, что «мы проповедуем Христа распятого», который говорил о страданиях, о сораспятии Христу, который говорил: «я умер для этого мира, я сораспялся Христу, и нет христианства без страдания». Вспомните, как он писал о радости, вспомните, как он писал о любви, вспомните, как он писал о свете. Он писал: «всегда радуйтесь, за все благодарите», потому что это главное в христианстве. И это было всегда в христианстве, и это было всегда в подлинных христианских святых, и, если мы в христианстве, или в ком-то из так называемых христианских святых видим только суровость, только аскезу, только подвиг, но не видим этой радости, если в них нет этого Пасхального света, значит это не святые вовсе, значит это не христианство.

Церковь не должна отпугивать молодёжь старомодностью и, тем более, мракобесием. Возможны самые разные церковные молодёжные сообщества, движения и организации, в том числе, и связанные с рок-музыкой.